# Carl Frederik Sørensen (politiker)
 Der er flere personer med dette navn, se Carl Frederik Sørensen.
Carl Frederik Sørensen (18. februar 1870 i København – 19. april 1943) var en dansk socialdemokratisk politiker.
Sørensen var søn af gasværksarbejder Jørgen Sørensen (død 1873) og hustru Laura f. Jørgensen (død 1900). Han var cigarhandler 1892-1919, medlem af Københavns Borgerrepræsentation 1908-1943, medlem af Budgetudvalget, af Københavns Skatteråd, af repræsentantskabet for Københavns Idrætspark, af repræsentantskabet for telefonabonnenter og af Telefonudvalget.
Han var medlem af Landstinget fra 1918 og var formand 1939-40, medlem af den socialdemokratiske rigsdagsgruppe og af den militære straffelovskommission.
24. maj 1896 blev han gift med Karen f. Larsen, datter af gasværksarbejder Ole Larsen og hustru Marie f. Petersen.